# 道化ドン・フアン・デ・アウストリア
『道化ドン・フアン・デ・アウストリア』（どうけドン・フアン・デ・アウストリア、西: El bufón llamado don Juan de Austria、英: The Jester Don John of Austria）は、スペインのバロック絵画の巨匠ディエゴ・ベラスケスがキャンバス上に油彩で制作した絵画である。現在、マドリードのプラド美術館に所蔵されている。長い間、軍人を表した肖像画だと考えられていたが、モデルの人物は1624年から1654年までフェリペ4世の宮廷にいた道化である。彼は、重要な宮廷人の前で演劇に登場した。本名は知られていないが、神聖ローマ皇帝カール5世の息子で、レパントの海戦の勝利で知られるドン・フアン・デ・アウストリアの渾名がつくようになった。

## 背景
近代ヨーロッパにおいては、ほとんどの宮廷や貴族の邸宅に「楽しみを与える人々」(ヘンテス・デ・プラセール、西: Gentes de placer) と呼ばれる職業の人々が存在した。道化や短身、狂人、奇形などの人々で、スペインにおいてはカトリック両王の時代から18世紀初頭まで王族や貴族のそばに仕えていた。資料によると、16世紀後半からの約150年で123名のそうした人々がマドリードの宮廷内にいたとあり、ベラスケスが王付き画家として宮廷にいた40年たらずの間にも50人以上を数えた。
その悲惨な境遇のために一般社会からは締め出されていた彼らは、宮廷ではペットのように扱われたものの、衣服、靴、食事、宿泊所、小遣いを与えられ、家族同様にも遇されていた。王侯・貴族は彼らの狂言、狂態、身体、愚純を笑って暗澹たる生活の慰安を見出したのである。彼らだけは、礼儀作法を無視して公・私両面で王族と自由に付き合えた人物であり、聖・俗という宮廷二極構造の俗を代表していた存在である。スペインではアントニス・モル、フアン・サンチェス・コターン、フアン・バン・デル・アメンといった画家たちが彼らの姿を描いているが、彼らをもっとも好んで描き、制作した絵画の点数も多い画家はベラスケスである。それらの作品が制作された時期は画家が第1回目のイタリア旅行から帰国してからである。

## 作品
この絵画に描かれている道化「ドン・フアン・デ・アウストリア」は、おそらく笑劇か何かで、カール5世の息子で有名な軍人であったドン・フアン・デ・アウストリアの役を演じたのであろう。しかし、当時は子供に有名な人物の名前をつけることがあったので、「ドン・フアン・デ・アウストリア」が道化の本名であった可能性はある。
彼は1632年に贈られた将軍の衣服とプールポワンを身に着け、指揮棒を持っているが、兜、甲冑、武具は床に投げ出されている。『軍神マルス』 (プラド美術館) と同様に、戦争の虚しさを、あるいは当時の無気力な軍隊への皮肉を表したものかもしれない。
本作は、ベラスケスの画業の最後の10年間を特徴づける、素早く大まかな絵画技法を示す最初の作品のうちに数えられる。背景を前景と見事に融合させる描き方は、画家がティツィアーノを知悉していたことを示している。
絵画はブエン・レティーロ宮殿 (1701–1716年)、マドリード王宮、王立サン・フェルナンド美術アカデミー (1816–1827年) に所蔵された後、1827年に現在の所蔵地であるプラド美術館に移された。